# Renault D

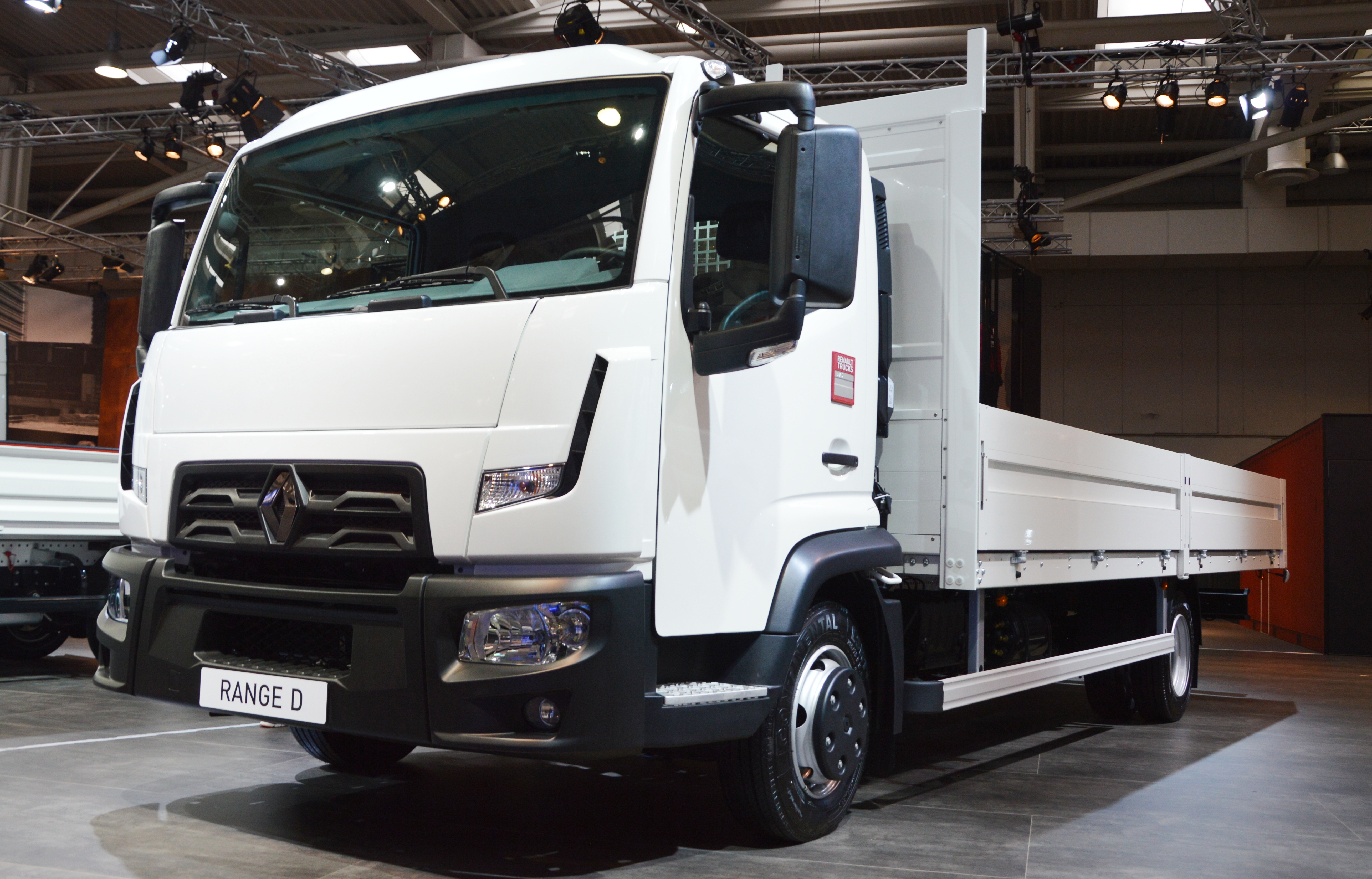
Renault D kabina 2m

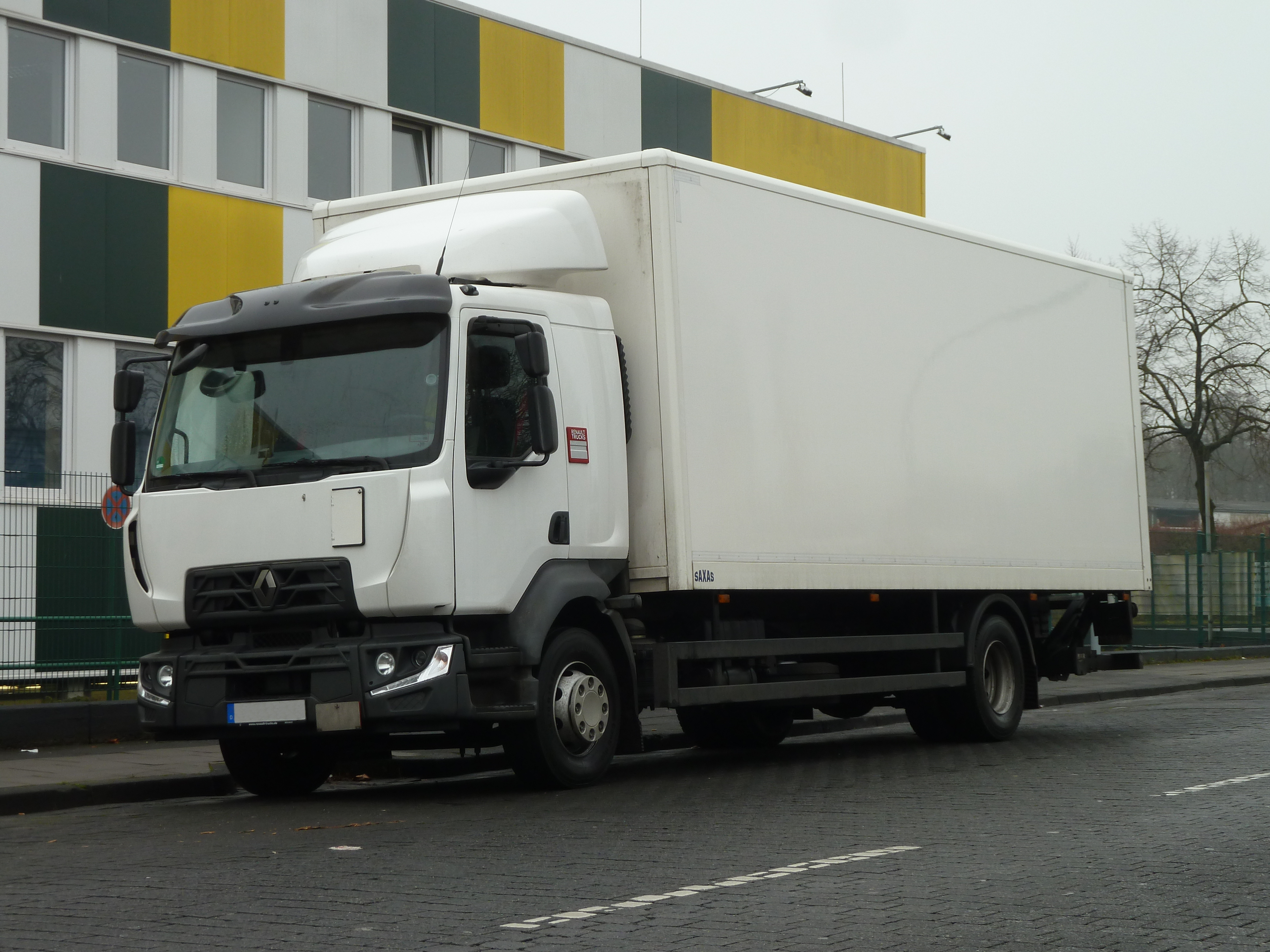
Renault D kabina 2,1m

Renault D jest typoszeregiem ciężarówek średniej wielkości o DMC 7,5t-26t, który zastąpił starsze modele Midlum i Premium, ale cały czas korzystając z mocno zmodernizowanych kabin swoich poprzedników. Później do produkcji wszedł model z kabiną 2m, który jest następcą Maxity. Gama modeli D obejmuje następujące modele:
- D 2m - najmniejszy model z kabiną o szerokości 2m, bezpośredni następca Renault Maxity[2]
  - DMC 3,5t-7,5t
  - Podwozie 4x2
  - Silniki:
    - DTI 3 - rzędowy 4 cylindrowy pojemność 2953ccm: 
      - 150KM, 350Nm
      - 180KM, 540Nm

  - Skrzynia:
    - manualna 6 biegów
    - zautomatyzowana 6 biegów

  - Kabiny: dzienna

- D 2,1 - większy model z kabiną o szerokości 2,1m, który zastąpił Renault Midlum oraz Renault Premium Distribution[3]
  - DMC 7,5t-18t / DMCz 11t-32t
  - Podwozie 4x2 lub 4x4
  - Silniki:
    - DTI 5: 
      - 210KM, 800Nm
      - 240KM, 900Nm

    - DTI 8:
      - 250KM, 950Nm
      - 280KM, 1050Nm

  - Skrzynia biegów:
    - manualna 6, 9 biegów
    - zautomatyzowana 6 biegów
    - automatyczna 5, 6 biegów

  - Kabiny: dzienna, załogowa, niska przedłużona

- D 2,3 - największy model w gamie z kabiną o szerokości 2,3m, który zastąpił Renault Premium Distribution oraz Route[3]
  - DMC 18t-26t / DMCz 44t-50t
  - Podwozie 4x2 lub 6x2, Ciągnik siodłowy 4x2
  - Silniki:
    - DTI 8:
      - 250KM, 950Nm
      - 280KM, 1050Nm
      - 320KM, 1200Nm

    - DTI 11:
      - 380KM, 1800Nm
      - 430KM, 2050Nm

    - NGT 9 - zasilany CNG: 
      - 320KM, 1356Nm

  - Skrzynia biegów:
    - manualna 6, 9 biegów
    - zautomatyzowana 12 biegów
    - automatyczna 6 biegów

  - Kabiny: dzienna, niska przedłużona, niska długa, wysoka sypialna